# Mestra floridana
Mestra floridana är en fjärilsart som beskrevs av John Kern Strecker 1900. Mestra floridana ingår i släktet Mestra och familjen praktfjärilar. Inga underarter finns listade i Catalogue of Life.